# 快傑ロンマン ナロンイ
『快傑ロンマン ナロンイ』 (NALONG 2 (Longman, the Little Big Hero), 쾌걸롱맨 나롱이) は、2006年1月から2007年3月に放送された韓国のテレビアニメ作品である。韓国の放送局文化放送(MBC)とスタジオカーブによって制作された動物と英雄喜劇作品である。15分番組。全52話。

## キャラクター
快傑ロンマン （쾌걸롱맨）
声 - キム・ソヨン
ナロンイが変身した姿。力が強くなっている。
ナロンイ （나롱이）
声 - キム・ソヨン
本作の主人公のムササビ。アイテムの力で怪傑ロンマンになる。
ウキャ （우꺄）
声 - ウ・ジョンシン
ナロンイのガールフレンドのかわうそ。ナロンイのことが好きだが、うまくいえない。
アッチャンナ （아짱나）
声 - ハン・チェオン
本作の悪役で世界征服学校首席学生の猫。少年のように見えるが、実は女の子。
カカ （카카）
声 - オム・サンヒョン
アッチャンナと行動を共にしているステッキ。よくアッチャンナと喧嘩をする。
ペングル博士 （펭글박사）
声 - イ・チョリョン
快傑 ヘディンマン （쾌걸 헤딩맨）
声 - チェ・ハン
プリジア （프리지아）
声 - リュ・チョンミ
世界征服学校の理事長兼校長。
ナロンイ 父 （나롱이아빠）
声 - チェ・ハン
ウキャ 母 （우꺄엄마）
声 - ヨ・ミンジョン
ウキャ 父 （우꺄아빠）
スンスンイ （숭숭이）
声 - キム・ヨンソン
ナロンイの友達の猿。
スンスンイ 母 （숭숭이엄마）
タゾリ （타조리）
声 - ヨ・ミンジョン
タゾリ 父 （타조리아빠）
タゾリ 母 （타조리엄마）
バンジ （팬지）
声 - ヨ・ミンジョン
バンジ 父 （팬지아빠）
ホビ （호비）
声 - リュ・チョンミ
トリ （토리）
声 - ウ・ジョンシン
リリ （리리）
声 - リュ・チョンミ

## スタッフ
- 企画 - MBC
- 監督 - ユ・ジェウン
- 脚本 - ファン・ソギョン、アン・ジウォン、パク・ヨンヒ
- キャラクターデザイン - チョ・ヨンジュ、イ・ジョンミン、パク・ソジョン
- 美術設定 - ユ・ジェウン、イ・ジョンミン
- 美術ボード - キム・ヘソン
- 撮影監督 - ムン・ソンチョル
- 音響監督 - コ・グァンヒョン（メカスタジオ）
- 録音演出 - チョ・ジョンラン
- 音楽 - イ・ジョンギョ
- プロデューサー - チェ・ガヒ、アン・ソンウン
- 総合プロデューサー - イ・ビョンドク
- 製作総指揮 - キム・シンファ
- 製作 - スタジオカーブ

## 主題歌
オープニングテーマ「正義の快傑ロンマン」
作詞 - スタジオカーブ / 作曲 - イ・ジョンギョ / 歌 - キム・ミジョン
エンディングテーマ「アッチャンナ様だ」
作詞 - スタジオカーブ / 作曲 - イ・ジョンギョ / 歌 - キム・ミジョン

## サブタイトル
1. 나롱이는 남자다!（ナロンイは男だ!）
2. 내이름은 아짱나!（私の名前はアッチャンナ!）
3. 땡글땡글 헤딩 어택（丸々とヘディングアタック）
4. 정의의 쾌걸롱맨（正義の快傑ロンマン）
5. 동에 번쩍! 서에 번쩍!（東にキラリッ! 西にキラリッ!）
6. 아짱나의 절대반격!（アッチャンナの絶対反撃!）
7. 이제 그만 둘래!!（もうやめるか!!）
8. 우꺄를 구해라!（ウキャを救え!）
9. 나롱이의 각오（ナロンイの覚悟）
10. 롱맨은 어디에（ロンマンはどこに）
11. 우꺄와 데이트（ウキャとデート）
12. 아짱나의 수난 24시（アッチャンナの受難24時）
13. 학교를 지켜라（学校を守れ）
14. 변신하면 나도 멋져（変身すれば私も素敵で）
15. 악당 롱맨（悪党ロンマン）
16. 롱맨VS롱맨（ロンマンVSロンマン）
17. 임금님 귀는 토끼귀（王様の耳はウサギの耳）
18. 내 친구 숭숭이（僕の友達スンスンイ）
19. 전격다큐~! 쾌걸롱맨!（電撃ドキュメンタリ～! 快傑ロンマン!）
20. 눈물의 승리（涙の勝利）
21. 나롱아 일어나（ナロンよ起きろ）
22. 나롱이의 용기（ナロンイの勇気）
23. 땡글땡글 헤딩 파이어 어택!（丸々とヘディングファイアアタック）
24. 아짱나의 눈물（アッチャンナの涙）
25. 아짱나의 과거（アッチャンナの過去）
26. 롱맨이 너냐?!（ロンマンがお前か?!）
27. 전학생 아쵸~!（転校生アチョ）
28. 나롱이로 돌아와 줘（ナロンイに戻ってくれ）
29. 나롱이를 믿어줘（ナロンイを信じて）
30. 돌아와 나롱아!（帰ってきてナロンよ!）
31. 페어 플레이!（フェアプレー!）
32. 귀신이 온다（鬼が来る）
33. 배고픈 아짱나（お腹がすいたアッチャンナ）
34. 숭숭이의 배신（スンスンイの裏切り）
35. 아짱나의 사생활（アッチャンナの私生活）
36. 나롱이는 너무해!（ナロンイはひどい!）
37. 위험한 상황（危険な状況）
38. 아짱나의 결의（アッチャンナの決意）
39. 우꺄의 마음（ウキャの心）
40. 좋아해~아쵸!（好きだ～アチョ!）
41. 가족이란?（家族とは?）
42. 장미들의 전쟁（バラたちの戦争）
43. 질투는 나의 힘（嫉妬は私の力）
44. 어머, 난 몰라（あら,分からない）
45. 내가 롱맨이야!（私がロンマンだ!）
46. 아짱나의 라이벌（アッチャンナのライバル）
47. 어두운 그림자（暗い影）
48. 아짱나의 혼란（アッチャンナの混乱）
49. 아쵸가 아짱나?（アチョがアッチャンナ?）
50. 너의 마음을 지켜 줘（君の心を守って）
51. 마지막 승부（最後の勝負）
52. 안녕, 롱맨（さよなら、ロンマン）